# Jordi Peix i Massip
Jordi Peix i Massip (Barcelona, 25 de març de 1944 - 5 de juliol de 2014) fou un activista agrari català, fundador del Banc dels Aliments.

## Biografia
Va estudiar enginyeria tècnica agrícola a l'Escola Superior d'Agricultura de Barcelona (1965), on va ser delegat d'Escola (1963/1965). L'any 1966 va col·laborar a la constitució de les Comissions de Pagesos. A principis dels setanta, col·labora a temps parcial, en els inicis de la gran obra que representava la Gran Enciclopèdia Catalana, pel que fa als temes agraris.
Després de treballar diversos anys a l'empresa privada, sobretot al sector de l'obra pública, l'any 1978 fou cridat a participar en la confecció del nou Departament d'Agricultura, Ramaderia i Pesca de la Generalitat de Catalunya, encara provisional, presidida per Josep Tarradellas i Joan, amb el llavors conseller Josep Roig i Magrinyà.
Nomenat director general de Producció i Indústries Agroalimentàries el mateix 1978, fou ratificat en el càrrec pels successius governs fins al 1991. Durant aquest període hagué de fer front, entre d'altres, al repte que constituí l'ingrés de l'estat espanyol a la Comunitat Econòmica Europea i la integració del sector agrari català en el marc de la Política Agrícola Comunitària.
Del 1991 al 1993 fou director de Regs de Catalunya, SA (REGSA), empresa pública d'infraestructures vinculada al Departament d'Agricultura. Amb la creació de la Direcció General del Medi Natural el 1993 en fou nomenat director general, càrrec que ocupà fins al 1999. Entre altres actuacions, propicià la reintroducció de l'os al Pirineu català. El final d'aquest període està marcat per la controvèrsia creada pels grans incendis forestals de la Catalunya central l'estiu del 1998.
Fins a la seva mort fou vicepresident de la Fundació Banc dels Aliments de Barcelona, de la qual fou cofundador el 1987, i assessor en matèria de política de regadius del Conseller d'Agricultura, Alimentació i Acció Rural. El 1988 fou guardonat amb la medalla de Cavaller del Mèrit Agricola francès, el 2008 amb la Creu de Sant Jordi i el 2012 amb la medalla d'or de la Federació Espanyola dels Bancs d'Aliments.

## Obres
- L'explotació pagesa a Catalunya (1978)
- Foc Verd II: programa de gestió del risc d'incendi forestal (1999)
- Llibre blanc del Sector Agrari catalá (2001)
- Pla Estratègic de la Caça (2003)
- La producció i la transformació agràries a l'Eix mediterrani (2004)
- Impacte de la libéralisation des échanges méditérranéens (2005)
- Les perspectives de futur del sector agroalimentari (2006)